# Scelio ardelio
Scelio ardelio  (лат.) — вид наездников-сцелионид рода Scelio из подсемейства Scelioninae.

## Распространение
Африка: Кения.

## Описание
Мелкие перепончатокрылые насекомые (длин тела 3,45 мм). От близких видов отличается плотным пятном
опушения над задним тазиком на заднелатеральном углу метаплеврона; редкой коричневой опушенности
щёк; более или менее округлым задним проподеальным краем. Основная окраска буровато-чёрная. Тело грубо скульптированное. Усики самок 12-члениковые, а у самцов 10-члениковые. Нижнечелюстные щупики состоят из 3 сегментов, а нижнегубные — 2-члениковые. Жвалы 2-зубые. Глаза неопушенные. Формула голенных шпор: 1-1-1. Предположительно, как и другие близкие виды, паразитоиды яиц саранчовых (Acrididae, Orthoptera). Вид был впервые описан в 2014 году американским энтомологом Мэттью Йодером (Matthew J. Yoder; Department of Entomology, Университет штата Огайо, Колумбус, Огайо, США) по материалам из Африки.